# Сан Бјађо дела Чима
Сан Бјађо дела Чима (итал. San Biagio della Cima) је насеље у Италији у округу Империја, региону Лигурија.
Према процени из 2011. у насељу је живело 913 становника. Насеље се налази на надморској висини од 58 м.

## Становништво
Према резултатима пописа становништва 2011. у општини је живело 1.278 становника.
| 1931. | 1936. | 1951. | 1961. | 1971. | 1981. | 1991. | 2001. | 2011. |
| ----- | ----- | ----- | ----- | ----- | ----- | ----- | ----- | ----- |
| 838   | 809   | 815   | 816   | 808   | 833   | 1.061 | 1.175 | 1.278 |

## Партнерски градови
- Кан ла Сурс